# Raz Ohara
Raz Ohara (eigentlich: Patrick Rasmussen; * 1976) ist ein dänischer Electronica-Musiker und Sänger.

## Leben
Ohara zog 1994 nach Berlin und arbeitete als DJ, Sänger und Musikproduzent. 1999 erschien sein Debütalbum Realtime Voyeur beim Label Kitty-Yo. Ab 2001 arbeitete er mit Alexander Kowalski und Apparat im Bereich Techno zusammen. Zusammen mit Oliver Doerell und Tom Krimi tritt er als Raz Ohara and the Odd Orchestra auf.

## Diskografie (Auswahl)

### Alben
- 1999: Raz Ohara – Realtime Voyeur (Kitty-Yo)
- 2001: Raz Ohara – The Last Legend (Kitty-Yo)
- 2014: Raz Ohara – Moksha (Albumlabel)
- 2017: Cummi Flu / Raz Ohara – Y (Albumlabel)

### Singles & EPs
- 2001: Raz Ohara – Reality (Kitty-Yo)
- 2001: Raz Ohara – Very Political (Ware)
- 2002: Alexander Kowalski & Raz Ohara – All I Got To Know (Kanzleramt Records)
- 2004: Luomo / Raz Ohara – Running Away EP (Huume)
- 2005: Raz Ohara – Hymn (Mixes) (Kitty-Cuts)
- 2006: Raz Ohara – Mr. Fireball EP (Electric Avenue Recordings)
- 2007: Apparat t Raz Ohara – Holdon	(N.E.W.S.)
- 2007: Raz Ohara – Whitmey Na (Kindisch)
- 2011: Raz Ohara – See It Coming Nu Remix (Kindisch)
- 2011: Omurah – Paranormal Symphonies (Kindisch)
- 2012: Raz Ohara – El Zahir (Kindisch)